# امراپورا
امراپورا (به لاتین: Amarapura) یک منطقهٔ مسکونی در میانمار است که در امراپورا واقع شده‌است.

## نگارخانه

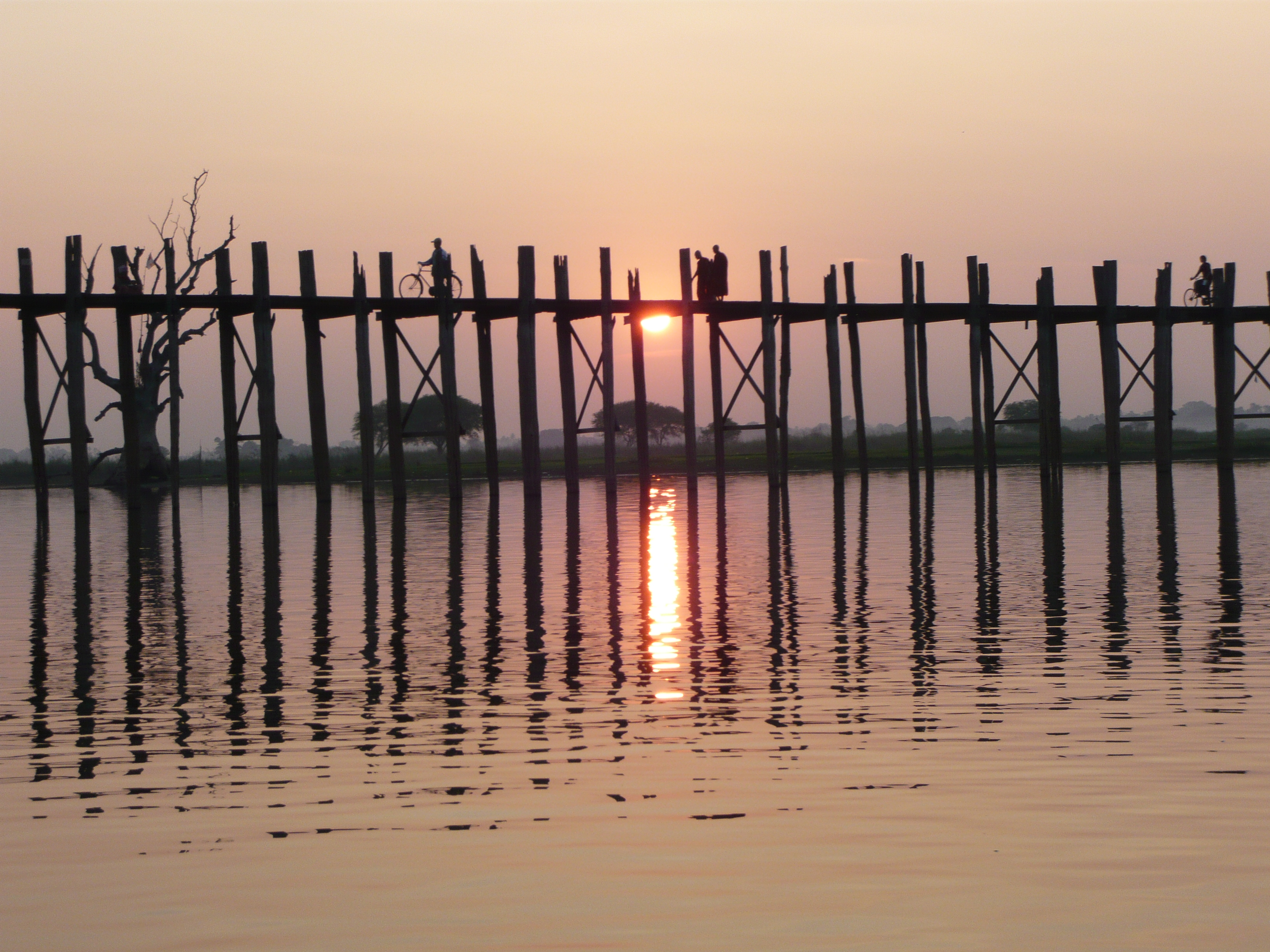
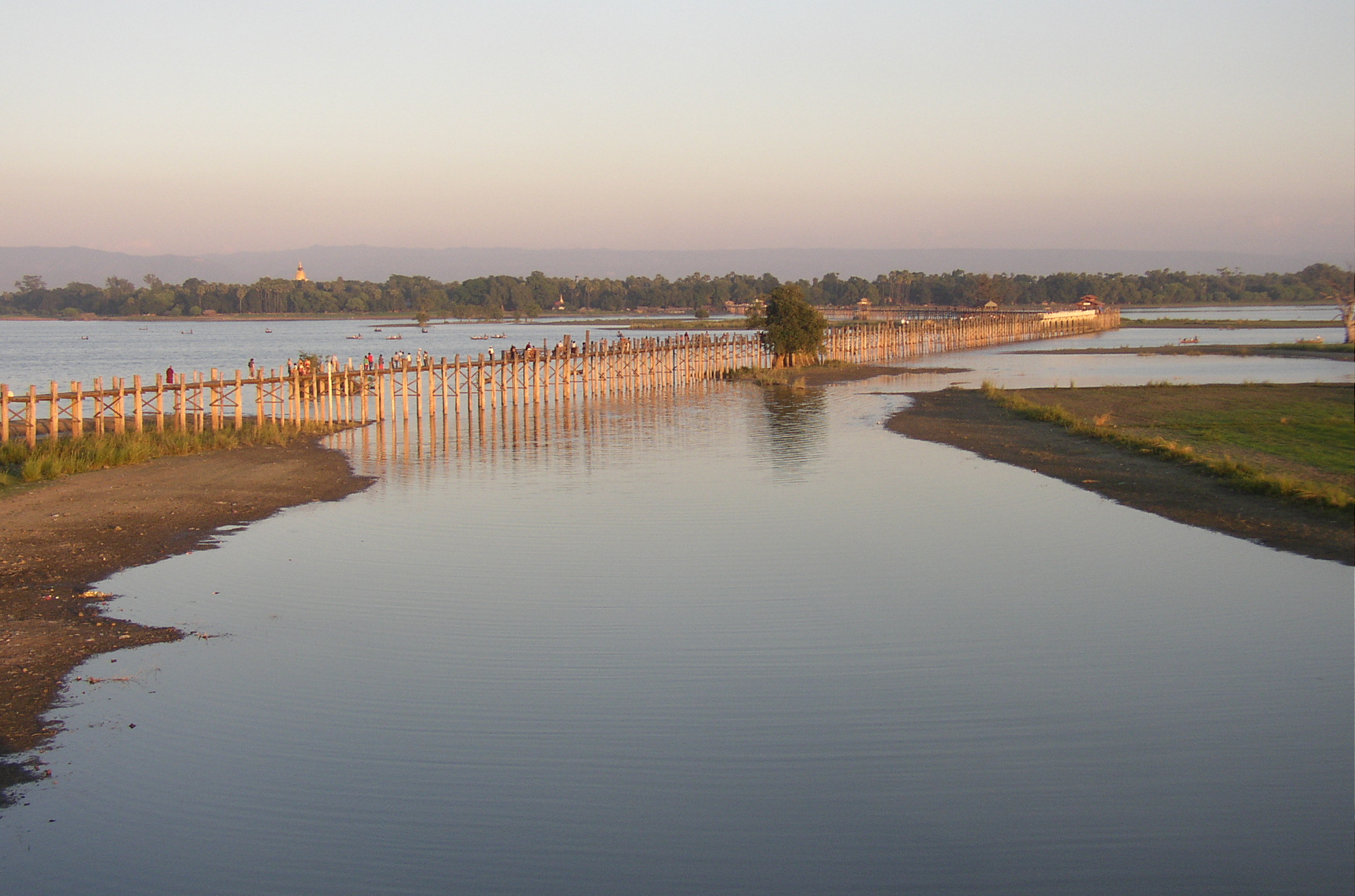
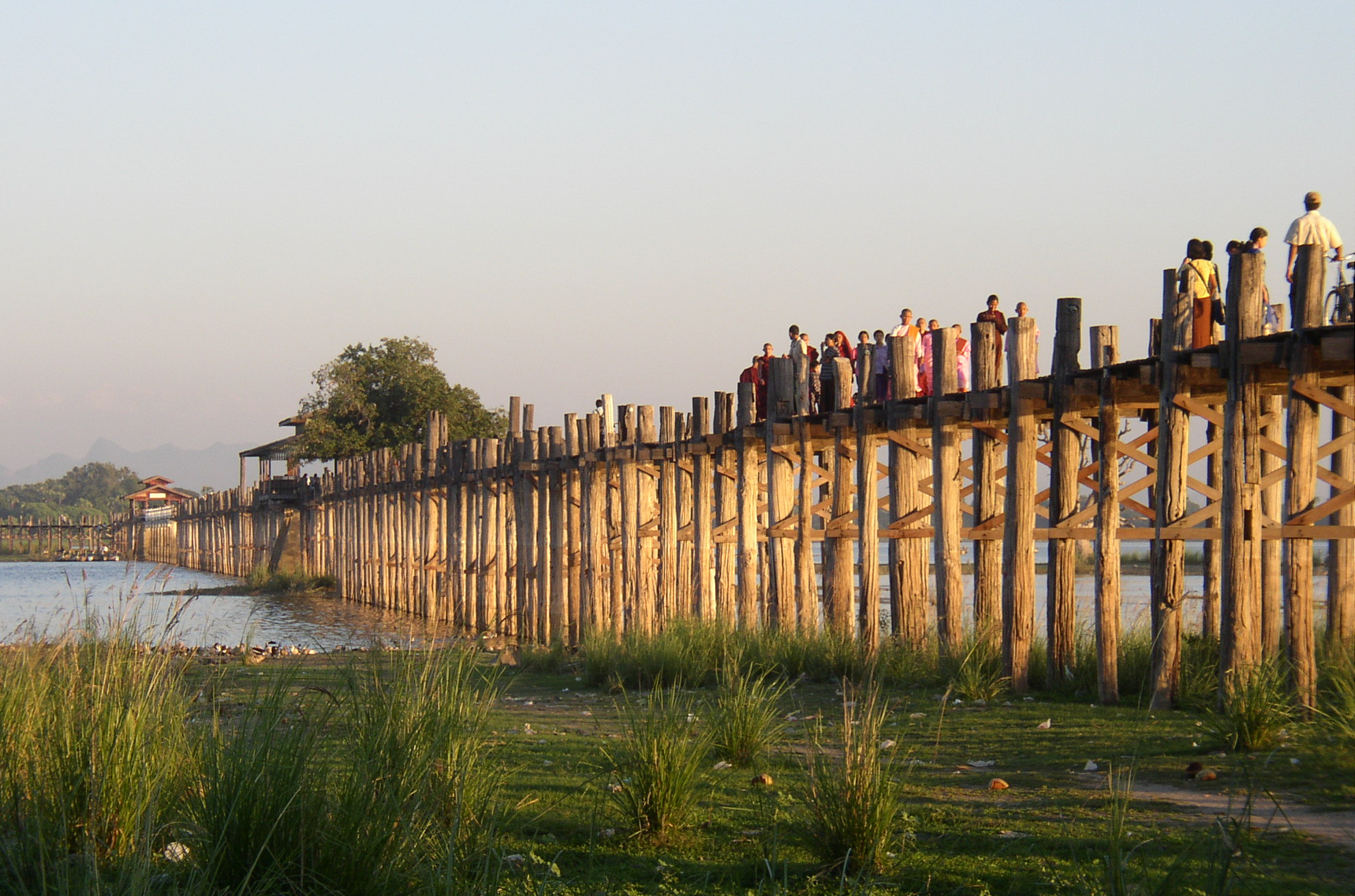
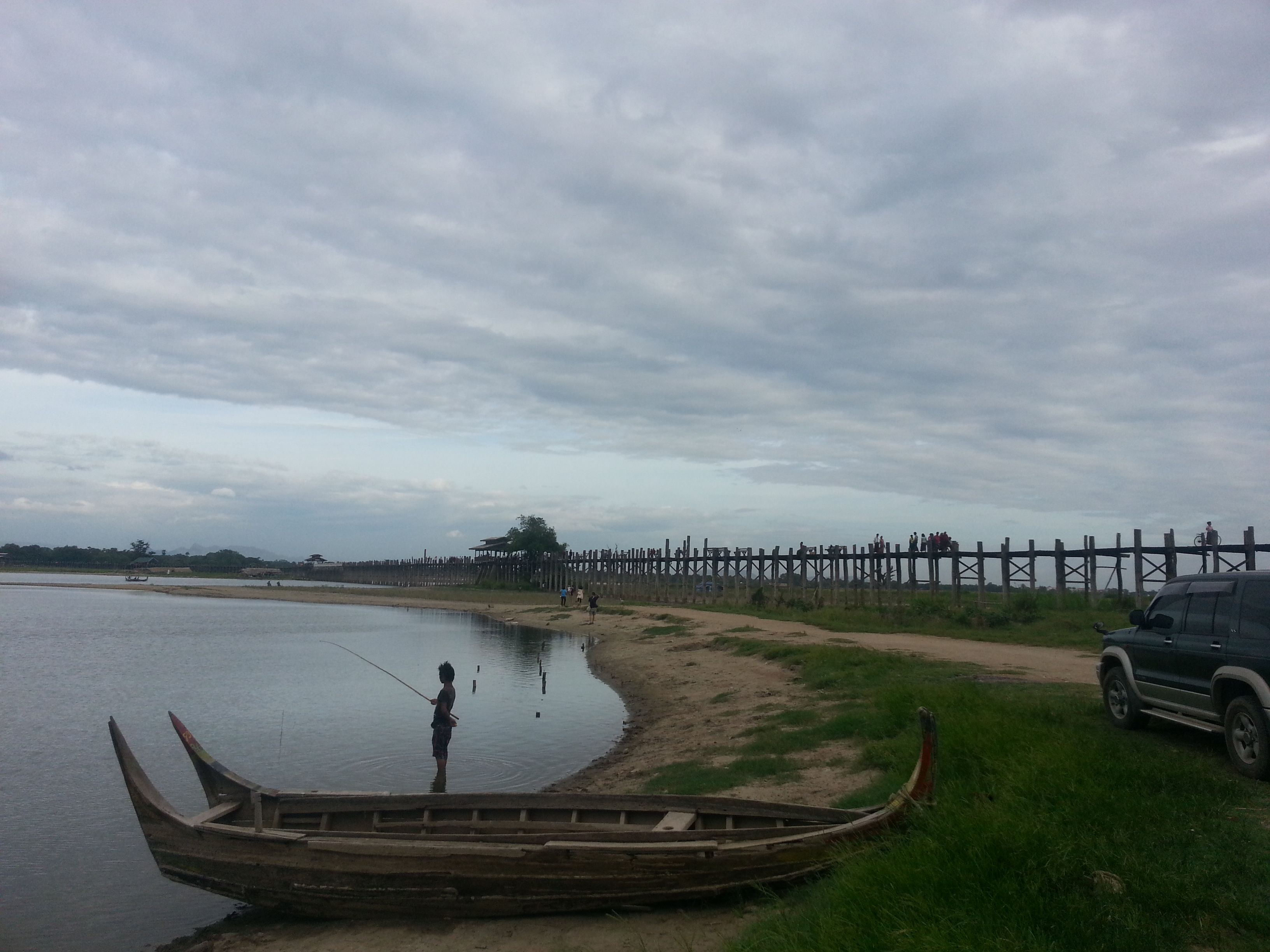
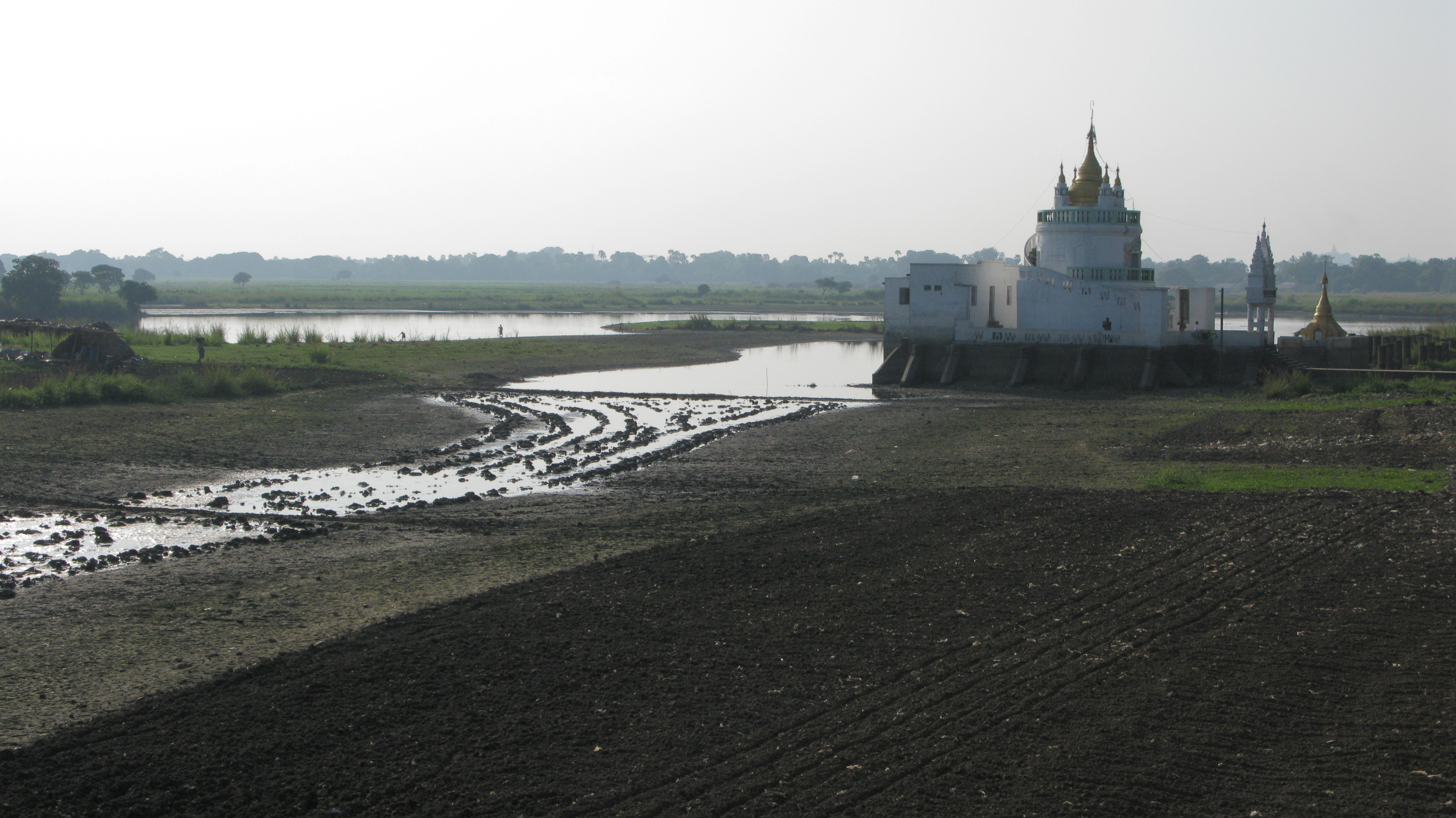
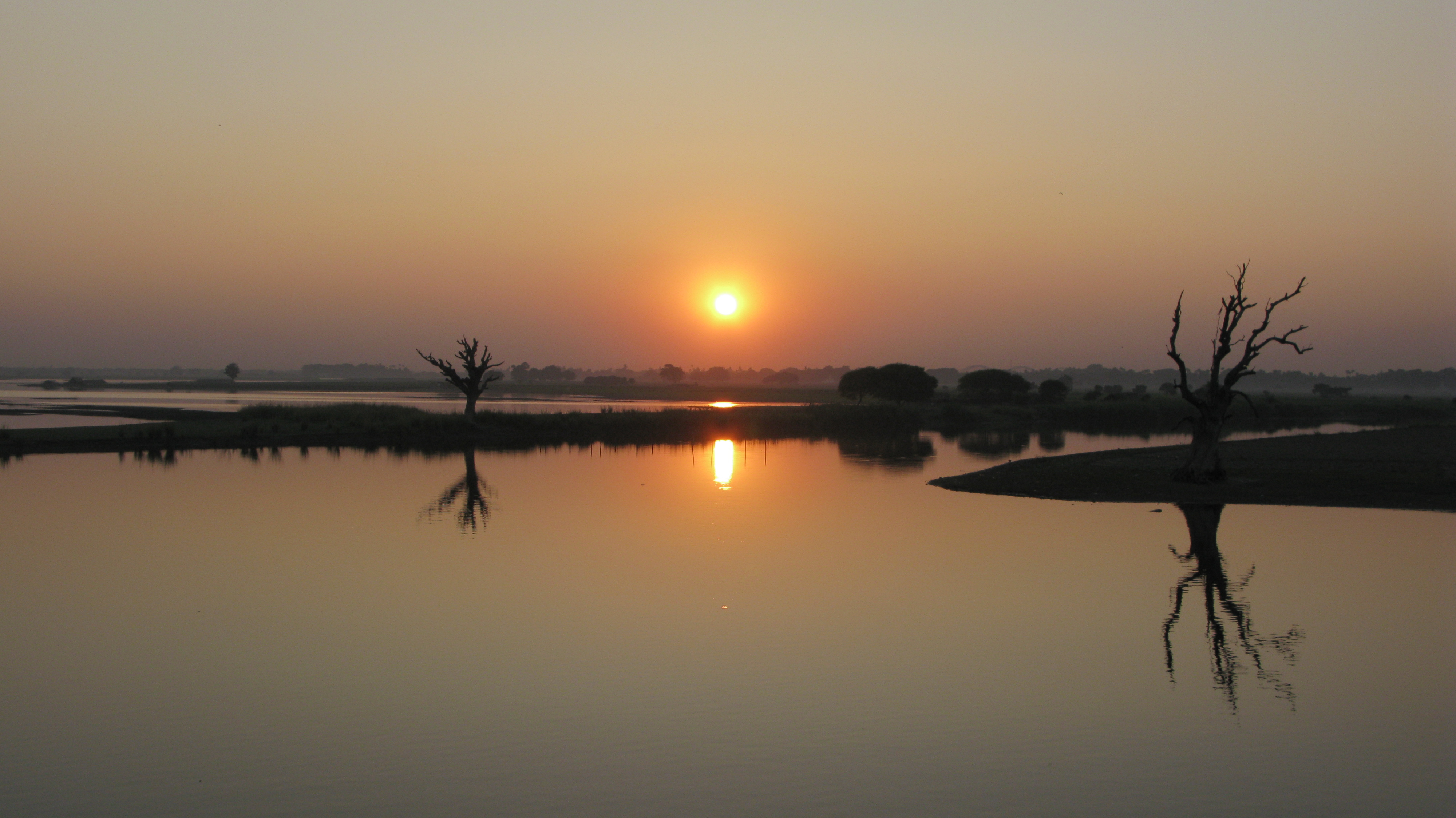
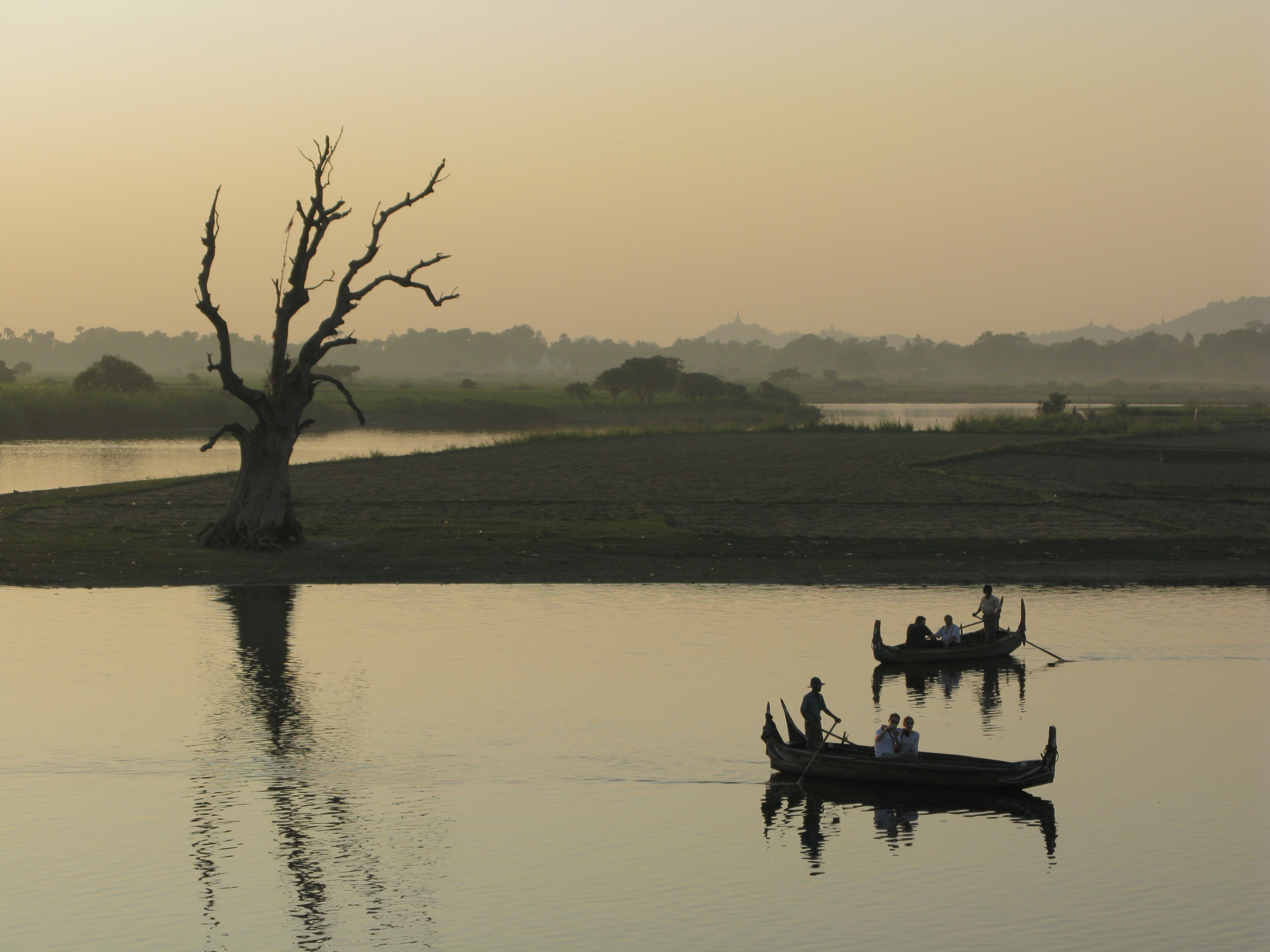
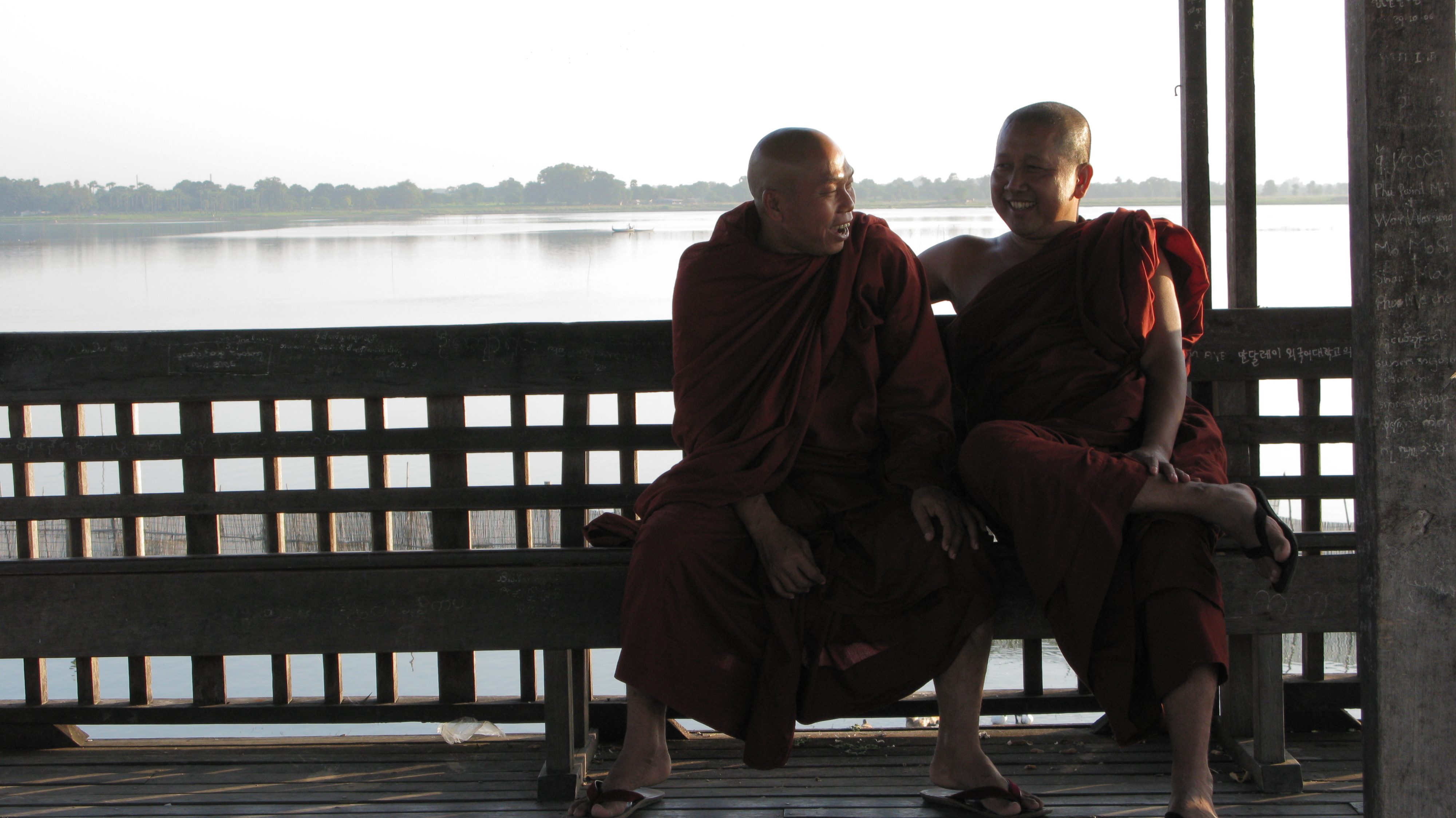